# نصوح محروقی
علی نصوح محروقی (زاده ۲۱ مه ۱۹۶۸) کوهنورد حرفه ای، نویسنده، عکاس و تهیه‌کننده فیلم مستند است. او به قله اورست صعود کرد و اولین فرد ترکی بود که به هفت قله صعود کرد.
او در ۲۱ می ۱۹۶۸ در استانبول به دنیا آمد. او از نسل پنجم دریاسالار نصوح زاده علی پاشا، فرمانده نیروی دریایی عثمانی در زمان سلطان محمود دوم است.